# أولاد هراو أولاد خشان (لهراويين)
أولاد هراو أولاد خشان هو دُوَّار يقع بجماعة الهراويين، إقليم مديونة، جهة الدار البيضاء سطات في المملكة المغربية. ينتمي الدوّار لمشيخة لهراويين التي تضم 3 دواوير. يقدر عدد سكانه بـ 512 نسمة حسب الإحصاء الرسمي للسكان والسكنى لسنة 2004.

## روابط خارجية
- البوابة الوطنية للجماعات الترابية
- المندوبية السامية للتخطيط